# Franz Rudorfer
Franz Rudorfer (1897. augusztus 29. – 1919. november 13.) az Osztrák–Magyar Monarchia 11 légi győzelmet elérő ászpilótája volt az első világháborúban.

## Élete
A világháború kitörése után önként jelentkezett a hadseregbe és az alapkiképzés után tartalékos tiszti tanfolyamot végzett. Tényleges szolgálatát az 59. gyalogezredben kezdte. 1916 augusztusában tartalékos hadnaggyá léptették elő. 1917 májusában jelentkezett a légierőhöz és Bécsújhelyen elvégezte a megfigyelőtiszti tanfolyamot. Júliusban az olasz frontra, az Adolf Heyrowsky parancsnoksága alatt lévő 19. repülőszázadhoz irányították. 1917. november 15-én megszerezte első légi győzelmét, lelőtt egy megfigyelőballont. Számos felderítő, tüzérségi tűzvezető és bombázóbevetést hajtott végre és közben szabad idejében megtanult repülőgépet vezetni. 1918 áprilisában áthelyezték az ugyanazon a ghiranói repülőtéren állomásozó 51. vadászrepülő-századhoz. Pár nappal megkapta a táboripilóta-jelvényt is, bár pilótaigazolványát csak a háború után, 1918. december 30-án kapta kézhez.
Vadászpilótaként 1918. április 17-én aratta első győzelmét, a Monte Grappa mellett Albatros D.III-as gépével lelőtt egy olasz SAML felderítőt. Május 1-én egy négy repülőből álló kötelékben keveredett harcba hét Sopwith Camellel és Rudorfer egyiküket földre kényszerítette, majd még ugyanazon a napon kilőtt egy megfigyelőballont is. Június 6-án Salettuol-Roncadelle körzetében egy olasz SPAD lelövésével megszerezte az ászpilótai minősítéshez szükséges ötödik győzelmét. Ugyanazon a napon még egy repülőgép kilövését jelentette, de ezt nem sikerült igazolni. A nyár hátralevő részében két igazolt győzelmet szerzett, amihez szeptember 11-én egy igazolatlan társult.
1918 októberében Rudorfert kinevezték a század parancsnokává. Október 7-én egy Sopwith Camel fölött diadalmaskodott, majd a Monarchia összeomlásával végződő Vittorio Venetó-i csatában (1918. október 24.-november 3.) újabb két Sopwithet és egy megfigyelőballont lőtt le. November 2-án tartalékos hadnagyból előléptették aktív állományú főhadnaggyá.
1918. december 10-én Rudorfer csatlakozott a Ukrán Galíciai Hadsereghez a Kelet-Galícia birtoklásáért folyó lengyel-ukrán háborúban. 1919. május 25-én pilótatársával, Ivan Zsarszkijjal együtt Kassára repült, ahol a csehszlovák hatóságok letartóztatták.
Franz Rudorfer 1919. november 13-án halt meg, ismeretlen körülmények között. 

## Kitüntetései
- Vaskorona-rend III. osztálya hadidíszítménnyel, kardokkal
- Katonai Érdemkereszt III. osztálya hadidíszítménnyel, kardokkal
- Bronz Katonai Érdemérem hadiszalagon, kardokkal
- Ezüst Vitézségi Érem I. osztály
- Károly-csapatkereszt

## Légi győzelmei
| Sorszám | Idő                | Egység              | Repülőgép             | Ellenfél          |
| ------- | ------------------ | ------------------- | --------------------- | ----------------- |
| 1       | 1917. november 15. | 19. felderítőszázad | Hansa-Brandenburg C.I | Légvédelmi ballon |
| 2       | 1918. április 17.  | 51. vadászszázad    | Albatros D.III        | SAML              |
| 3       | 1918. május 1.     | 51. vadászszázad    | Albatros D.III        | Sopwith           |
| 4       | 1918. május 1.     | 51. vadászszázad    | Albatros D.III        | Ballon            |
| 5       | 1918. június 6.    | 51. vadászszázad    | Albatros D.III        | SPAD felderítő    |
| 6       | 1918. június 21.   | 51. vadászszázad    | Albatros D.III        | Sopwith           |
| 7       | 1918. július 30.   | 51. vadászszázad    | Albatros D.III        | Scout             |
| 8       | 1918. október 7.   | 51. vadászszázad    | Albatros D.III        | Sopwith Camel     |
| 9       | 1918. október 24.  | 51. vadászszázad    | Albatros D.III        | Ballon            |
| 10      | 1918. október 27.  | 51. vadászszázad    | Albatros D.III        | Sopwith           |
| 11      | 1918. október 27.  | 51. vadászszázad    | Albatros D.III        | Sopwith           |